# 名古屋市電水主町延長線
水主町延長線（かこまちえんちょうせん）は、かつて愛知県名古屋市に存在した、名古屋市電の路線（路面電車）の一つ。同市中村区にあった水主町停留場と六反小学校前停留場を結んでいた短い路線である。名古屋市電気局（後の交通局）によって1934年（昭和9年）開業し、1972年（昭和47年）に廃止された。

## 路線概況
全長は0.412キロメートル（1962年3月末時点）。全線が複線かつ併用軌道であり、名古屋市道日置通線（大須通）上を走行した。
起点水主町停留場の次が終点六反小学校前停留場という短い路線である。起点水主町停留場は大須通と名古屋市道江川線が交差する水主町交差点に位置する。ここは3本の市電路線が集まる地点であり、南北方向の市道江川線上に下江川線が通り、大須通上には東に向かって岩井町線が、西に向かってこの水主町延長線がそれぞれ伸びていた。東西の岩井町線・水主町延長線と南北の下江川線は平面交差するほか、下江川線南方（尾頭橋方面）と岩井町線を繋ぐ連絡線があったが、水主町延長線は岩井町線（大須方面）のみと直通と可能な配線であった。
終点の六反小学校前停留場は、旧六反小学校南西角、大須通と名駅通（市道山王線）が交差する名駅南五丁目交差点に位置した。市電路線はこの交差点を北へ折れ、笹島線として名駅通を北進していく。

## 歴史

### 開業
1898年（明治31年）に広小路通の栄町線を開業させた名古屋電気鉄道は、以後市内線を拡充し、1911年（明治44年）には栄町線柳橋より南へ伸びる下江川線を開通させた。この当時、同線沿線で名古屋市域に含まれる範囲は線路以東が中心で、西側では洲崎橋停留場より北側の範囲に限られていた。市域外の地域のうち下江川線と東海道本線に挟まれた地域は愛知町大字日置といい、市電開通後市街化が急速に進行、1921年（大正10年）の市域拡大で名古屋市へ編入され西日置町となった。
1922年（大正11年）に名古屋電気鉄道市内線を買収し、市電の経営を始めた名古屋市では、市営化後最初の事業として第1期建設改良工事に着手し、その一環として1923年（大正12年）12月に門前町停留場（後の大須）と水主町停留場（特許地点名は水主町ではなく上日置町字山王）の間に岩井町線を開通させた。その後、市では「第2期建設改良工事」と称する全長約58キロメートル・総工費2814万円に及ぶ新路線の建設計画を立て、1928年（昭和3年）3月31日付で計20路線についての軌道敷設特許を得た。このときの特許線の一つに「水主町延長線」がある。特許区間は西日置町字山王から北一色町字西浦までで、その長さは1.730キロメートルであった。
前述の第2期建設改良工事は不況による資金難から1930年度に打ち切られ、水主町延長線の建設は一旦は見送られたが、世界恐慌対策として失業応急事業による建設改良工事が1932年（昭和7年）から始まると、水主町延長線も新規建設の対象とされ、1934年（昭和9年）9月11日、水主町から六反小学校前停留場までの0.412キロメートルが開業をみた。開業と同時に、堀田駅前 - 水主町間に設定されていた運転系統が六反小学校前まで延長されている。また6年後の1940年（昭和15年）5月には笹島線笹島町 - 六反小学校前間が開通し、名古屋駅前 - 笹島町 - 六反小学校前 - 水主町という西回りルートが完成した。

### 廃止
東部の開業区間に対し、六反学校前から五月通までの1.318キロメートルは戦後も未開業区間として残っていた。特許区間の終端五月通（中川区）は大須通をさらに西に進んだ、名古屋市道名古屋環状線との交差点付近の地名である。この区間は結局建設に至らず、1960年（昭和35年）7月12日付で他の9線区とともに起業廃止が許可され特許が失効している。
未開業区間の整理に続き、事業の大幅な赤字化や市営バスの急速な拡大、自動車の普及による交通事情の変化など市電を取り巻く環境が変化したとして、市では1965年度（昭和40年度）から段階的な市電の撤去に着手する。さらに1968年（昭和43年）12月には1973年度（昭和48年度）までに市電を全廃すると決定した。水主町延長線については、一挙に16.5キロメートルがまとめて廃止された、1972年（昭和47年）3月1日付の路線廃止にて全線廃線となった。

## 停留場
開業から廃止まで、設置されていた停留場は水主町（かこまち）と六反小学校前（ろくたんしょうがっこうまえ）の2か所のみである。ただし、六反小学校前は1941年5月10日に改称され、1949年7月15日に旧名に復すまでは「六反学校前」を名乗った。
所在地は水主町が中村区日置通2丁目・3丁目（中村区水主町は交差点北東側）、六反小学校前が中村区日置通6・7丁目である。

## 接続路線
- 水主町停留場：市電下江川線（1934年 - 1971年）・市電岩井町線（1934年 - 1972年）
- 六反小学校前停留場：市電笹島線（1940年 - 1972年）

## 運転系統

### 1937年時点
1937年（昭和12年）8月時点において水主町延長線で運行されていた運転系統は以下の通り。
- 六反小学校前 - 水主町 - 鶴舞公園 - 高辻 - 堀田駅前

### 1952年時点
1952年（昭和27年）3月時点において水主町延長線で運行されていた運転系統は以下の通り。
- 3号系統：名古屋駅前 - 笹島町 - 六反小学校前 - 水主町 - 鶴舞公園 - 平田町 - 東片端 - 明道町 - 菊井町 - 那古野町 - 名古屋駅前
- 30号系統：名古屋駅前 - 笹島町 - 六反小学校前 - 水主町 - 鶴舞公園 - 高辻 - 堀田駅前
- 35号系統：笹島町 - 六反小学校前 - 水主町 - 鶴舞公園 - 高辻 - 桜山町

### 1961年以降
1961年（昭和36年）4月時点において水主町延長線で運行されていた運転系統は以下の通り。
- 3号系統：名古屋駅前 - 笹島町 - 六反小学校前 - 水主町 - 鶴舞公園 - 平田町 - 東片端 - 明道町 - 菊井町 - 那古野町 - 名古屋駅前
- 30号系統：名古屋駅前 - 笹島町 - 六反小学校前 - 水主町 - 鶴舞公園 - 高辻 - 堀田駅前
- 35号系統：名古屋駅前 - 笹島町 - 六反小学校前 - 水主町 - 鶴舞公園 - 高辻 - 桜山町 - 瑞穂通三丁目 -  新瑞橋

上記3系統のうち、最初に廃止されたのは名古屋駅前発着循環系統の3号系統で、1970年（昭和45年）4月1日付で消滅する。一方、30号系統および35号系統は1972年3月1日付の路線廃止まで存続した。

## 利用動向

### 1959年調査
1959年（昭和34年）6月11日木曜日に実施された市電全線の利用動向調査によると、水主町延長線の通過人員は西行（六反方面）が7,869人、東行（水主町方面）が7,050人であった。
- 西行通過人員7,869人のうち、
  - 水主町での乗車は696人
  - 水主町をまたいで岩井町線（岩井通一丁目以遠）と直通する乗客は7,173人
  - 六反小学校前での降車は1,030人
  - 六反小学校前をまたいで笹島線（下広井町以遠）と直通する乗客は6,839人
- 東行通過人員7,050人のうち、
  - 六反小学校前での乗車は852人
  - 六反小学校前をまたいで笹島線（下広井町以遠）と直通する乗客は6,198人
  - 水主町での降車は647人
  - 水主町をまたいで岩井町線（岩井通一丁目以遠）と直通する乗客は6,403人

### 1966年調査
1966年（昭和41年）11月8日火曜日に実施された市電全線の利用動向調査によると、水主町延長線の通過人員は西行（六反方面）が5,280人、東行（水主町方面）が6,090人であった。
- 西行通過人員5,280人のうち、
  - 水主町での乗車は507人
  - 水主町をまたいで岩井町線（岩井通一丁目以遠）と直通する乗客は4,773人
  - 六反小学校前での降車は587人
  - 六反小学校前をまたいで笹島線（下広井町以遠）と直通する乗客は4,693人
- 東行通過人員6,090人のうち、
  - 六反小学校前での乗車は507人
  - 六反小学校前をまたいで笹島線（下広井町以遠）と直通する乗客は5,583人
  - 水主町での降車は655人
  - 水主町をまたいで岩井町線（岩井通一丁目以遠）と直通する乗客は5,435人